# Jenny Byrne
Jenny Byrne (Perth, 25 de fevereiro de 1967) é uma ex-tenista profissional australiana.